# ペトロの手紙一
『ペトロの手紙一』（ペトロのてがみいち）は新約聖書中の一書で公同書簡と呼ばれるものの一つ。使徒の筆頭格であるペトロ（口語訳、新改訳では「ペテロ」と表記される。）によるとされる書簡は2通あるなかで、『ペトロの手紙二』の扱いについては初代教会の時代から問題とされることが多かったが、第一の手紙に関しては問題もなくすんなりと新約聖書の正典におさめられた。

## 記者
記者は自分自身を『イエスの使徒ペトロ』と名乗りAD64年-65年にペテロによって書かれたと考えられる。これが伝統的なキリスト教会の理解である。

## あて先
本書簡は「各地に離散している人々へ」となっているが、ディアスポラに向けられているというよりは内容的には異邦人に向けられている。初めにあげられているのは小アジアの五州である。著者は迫害に耐えること（1:2-10）、聖なる生活を送ること（2:11-3:13）、キリストにならって忍耐と聖性を示すこと（3:14-4:19）、最後は指導者たちへの助言によって締めくくっている（5章）。

## 著者と成立時期の論争
近代以降の高等批評を受け入れる研究者たちの間では本書簡の著者はガリラヤ湖の漁師をしていたシモン・ペトロ本人とは思われないという見解で一致している。なぜなら、本書簡の洗練されたギリシア語がペトロその人と結びつかないことと、生前のイエスを知っていることを示す記述が一切ないからである。本書には旧約聖書からの引用が35箇所あるが、すべて『七十人訳聖書』（ギリシア語旧約聖書）からの引用である。実際のペトロは『七十人訳聖書』のような形の旧約聖書には親しんでいなかったと考えられている。アレクサンドリアのクレメンスなどはペトロのために書記として勤めたのがマルコであったという。
本書の著者に関する仮説の一つは、書簡の終わりに現れる「シルワノ」なる人物が著者ではないかというものである。5章12節には「忠実な兄弟シルワノによってこの短い手紙を書いています」とある。そのあとの部分で「バビロンにいる人々」とあるが、当時のキリスト教徒の間で（『ヨハネの黙示録』の記述から）「バビロン」といえばローマのことであった。このことから考えると、本書簡の成立時期は明らかに黙示録よりあと（90年～96年）ではないかと考えられる。
ある学者たちはこの書簡の著者はペトロでもシルワノでもなく、成立もドミティアヌス帝の時代（81年～96年）ではないかと考えている。なぜなら本書簡では迫害について言及されているが、迫害はペトロも殉教したネロ帝の時代まで起こっていなかったからである。
もしシルワノ本人が書いたのなら、もっと遅い時期の成立ということになる。156年に殉教したポリュカルポスおよびこの手紙に言及したパピアスから考えれば2世紀半ば以降という事になる。エイレナイオスとテルトゥリアヌスもペトロの第一の手紙に言及しているが、170年ごろのムラトリ断片の正典表には含まれていない。これは当時の西方でペトロの手紙一が受け入れられていなかったということである。しかし、『ペトロの手紙一』および『クレメンスの第一の手紙』、『ヘルマスの牧者』の三つはローマ教会の優位にふれた最初期の書物であることを考えると、これが正典表からはずされているのは奇妙なことである。

## 「陰府」とペトロの手紙一
本書の記述で注目すべきものは「こうして、彼は獄に捕われている霊どものところに下って行き、宣べ伝えることをされた。これらの霊というのは、むかしノアの箱舟が造られていた間、神が寛容をもって待っておられたのに従わなかった者どものことである。」（口語訳 3:19-20）と「死人にさえ福音が宣べ伝えられたのは、彼らは肉においては人間としてさばきを受けるが、霊においては神に従って生きるようになるためである。」（口語訳 4:6）というものである。この表現は、福音書（マタイ16：18他）や使徒言行録2：27、ヨハネ黙示録（1：18他）に出てくるハデスの表現と共に、後に使徒信条に「陰府にくだり」という箇所で書き込まれることになり、以降のキリスト教思想において「陰府」の存在根拠のひとつとされることになる。